# Renard la terreur
Pour plus de détails, voir Fiche technique et Distribution.
Renard la terreur (Fox-Terror) est un court métrage d'animation de la série Merrie Melodies réalisé par Robert McKimson qui met en scène Charlie le coq. Le court métrage a été diffusé pour la première fois le 11 mai 1957.

## Fiche technique
Sauf indication contraire, les informations mentionnées dans cette section peuvent être confirmées par la base de données cinématographiques IMDb,  présente dans la section « Liens externes ».
- Réalisation : Robert McKimson
- Scénario : Michael Maltese
- Production : Warner Bros. Cartoons
- Musique originale : Carl Stalling et Milt Franklyn
- Montage : Treg Brown
- Format : 35 mm, ratio 1.37 :1, couleur Technicolor, mono
- Durée : 7 minutes
- Pays de production :  États-Unis
- Langue : anglais
- Genre : animation
- Distribution : 
  - 1957 : Warner Bros. Pictures cinéma
  - 2010 : Warner Home Video DVD
- Date de sortie : 
  - États-Unis : 11 mai 1957

## Distribution
Sauf indication contraire, les informations mentionnées dans cette section peuvent être confirmées par la base de données cinématographiques IMDb,  présente dans la section « Liens externes ».
Voix originales américaines :
- Mel Blanc : Charlie le coq, George P. Dog et le renard